# Stenoscaptia latifascia
Stenoscaptia latifascia är en fjärilsart som beskrevs av Rothschild 1916. Stenoscaptia latifascia ingår i släktet Stenoscaptia och familjen björnspinnare. Inga underarter finns listade i Catalogue of Life.